# Lac de Génos-Loudenvielle
Le lac de Génos-Loudenvielle est un lac de barrage français situé sur les communes de Génos et de Loudenvielle dans le département des Hautes-Pyrénées, en région Occitanie.
Il se situe dans la vallée du Louron et reçoit comme émissaire la Neste du Louron.

## Description
Le lac de barrage de Génos-Loudenvielle se situe dans la vallée du Louron et a une superficie de 32 hectares.
À proximité du lac se trouve le centre thermo-ludique Balnéa de Génos-Loudenvielle et le château de Génos.

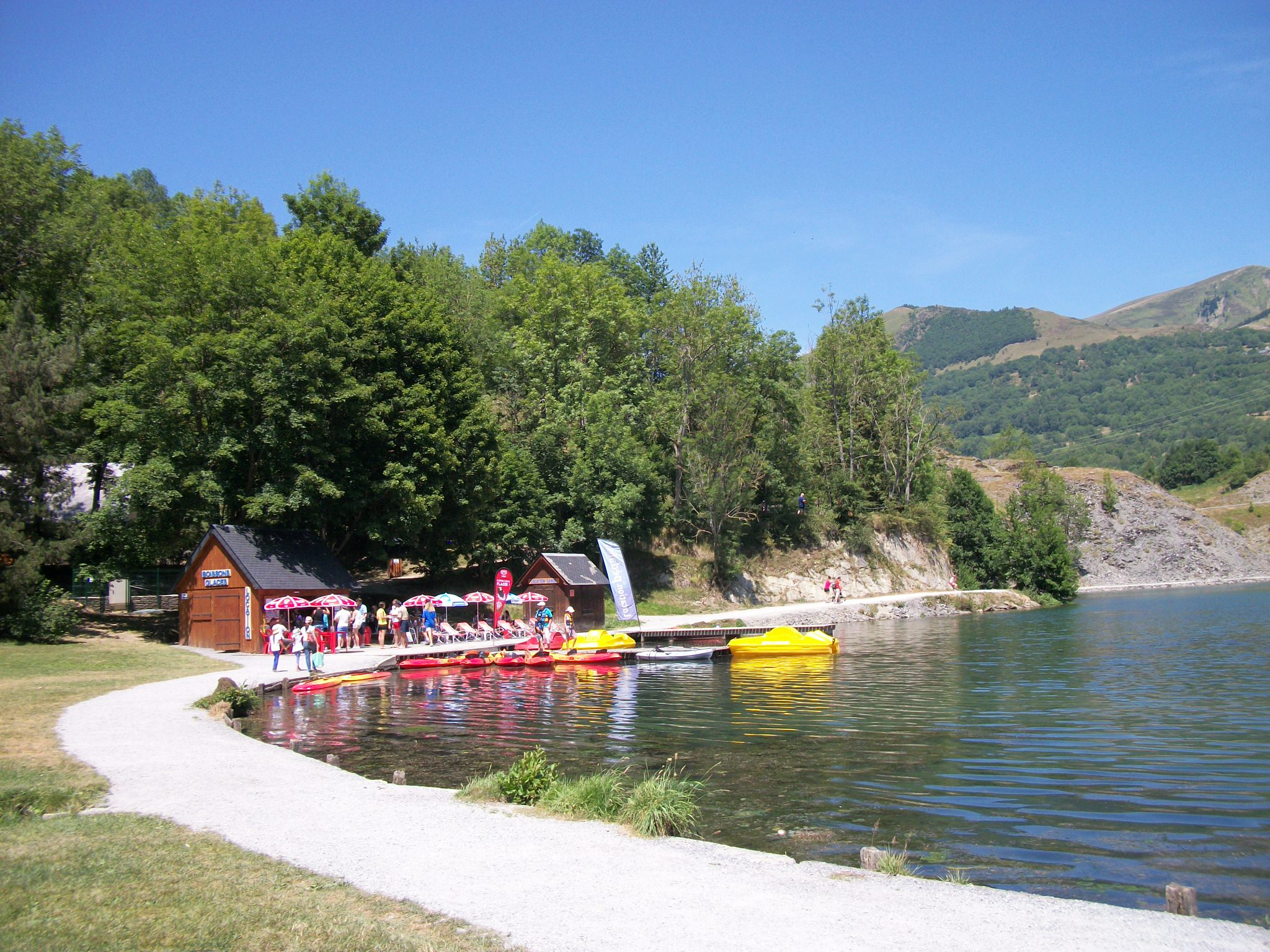
Base de loisirs
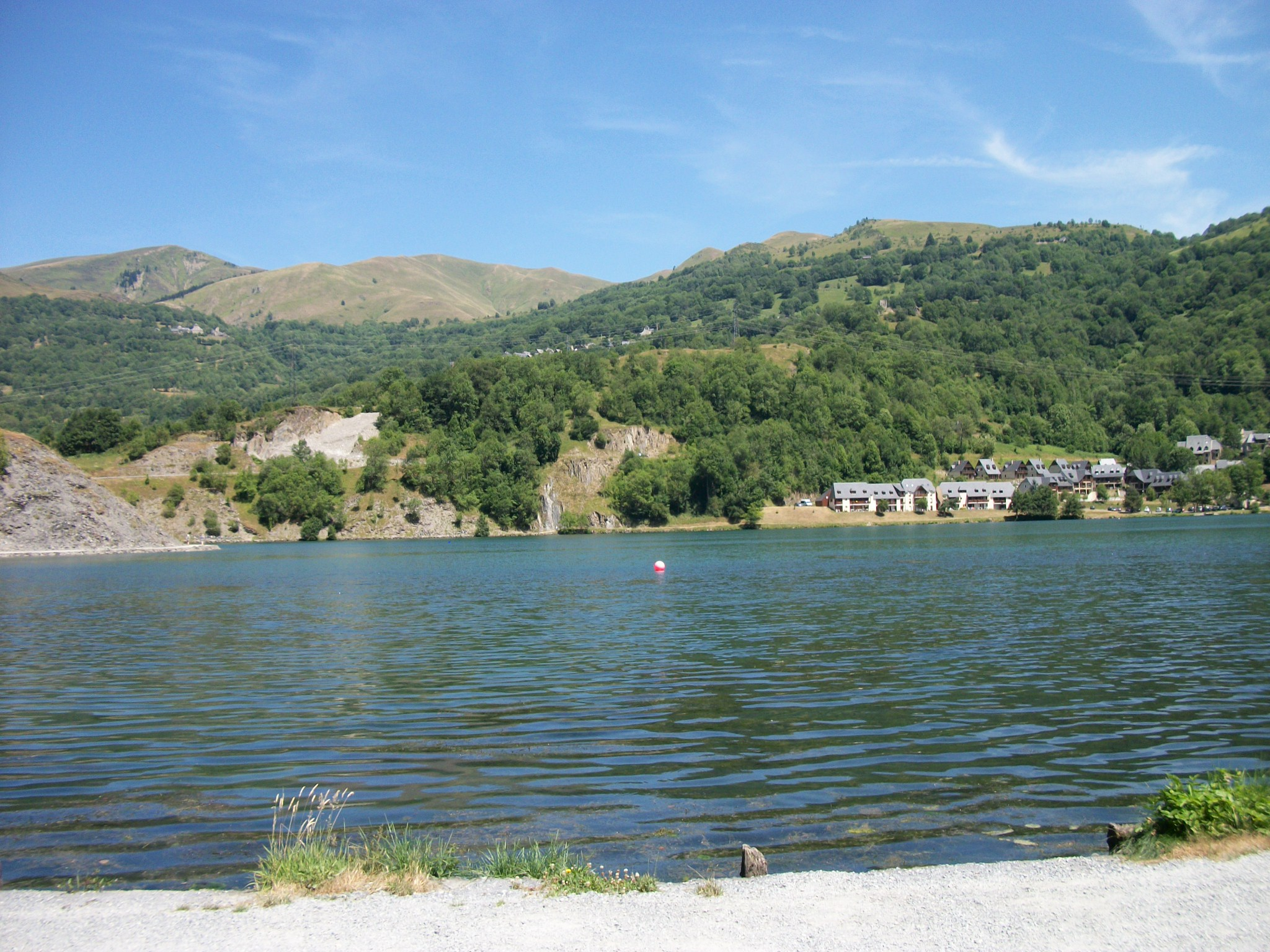
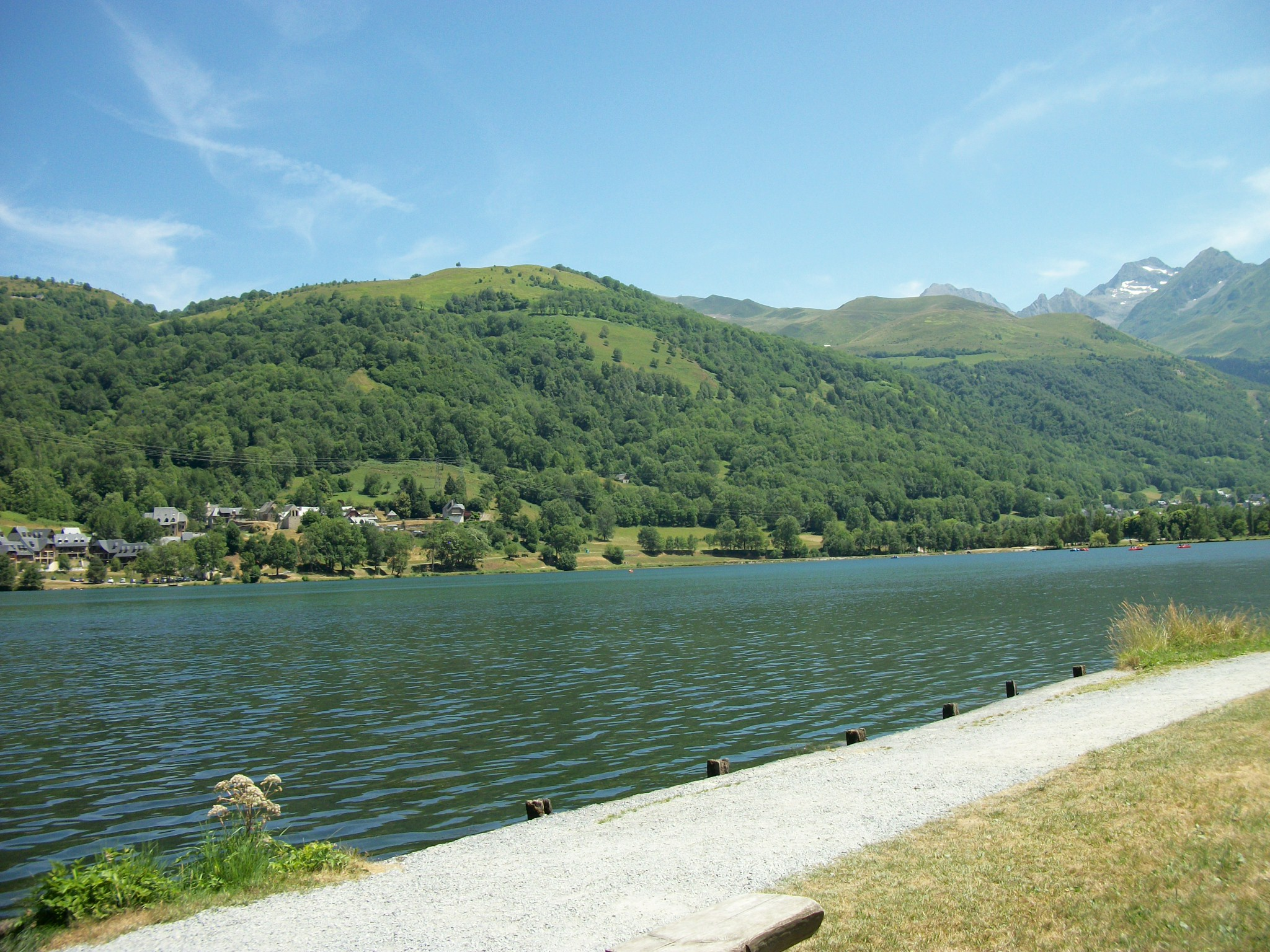
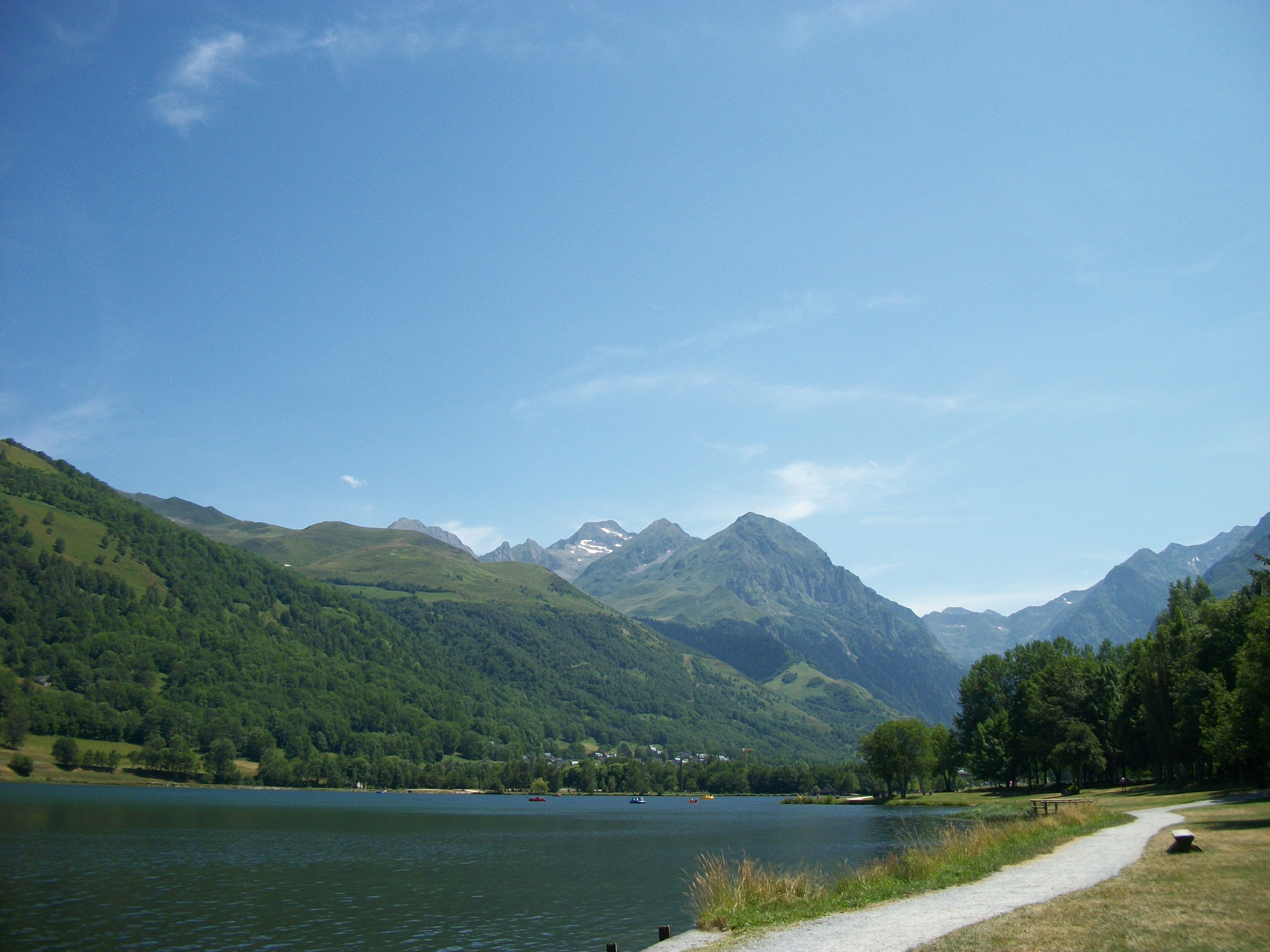
Lac de Génos-Loudenvielle avec en arrière plan les Pyrénées
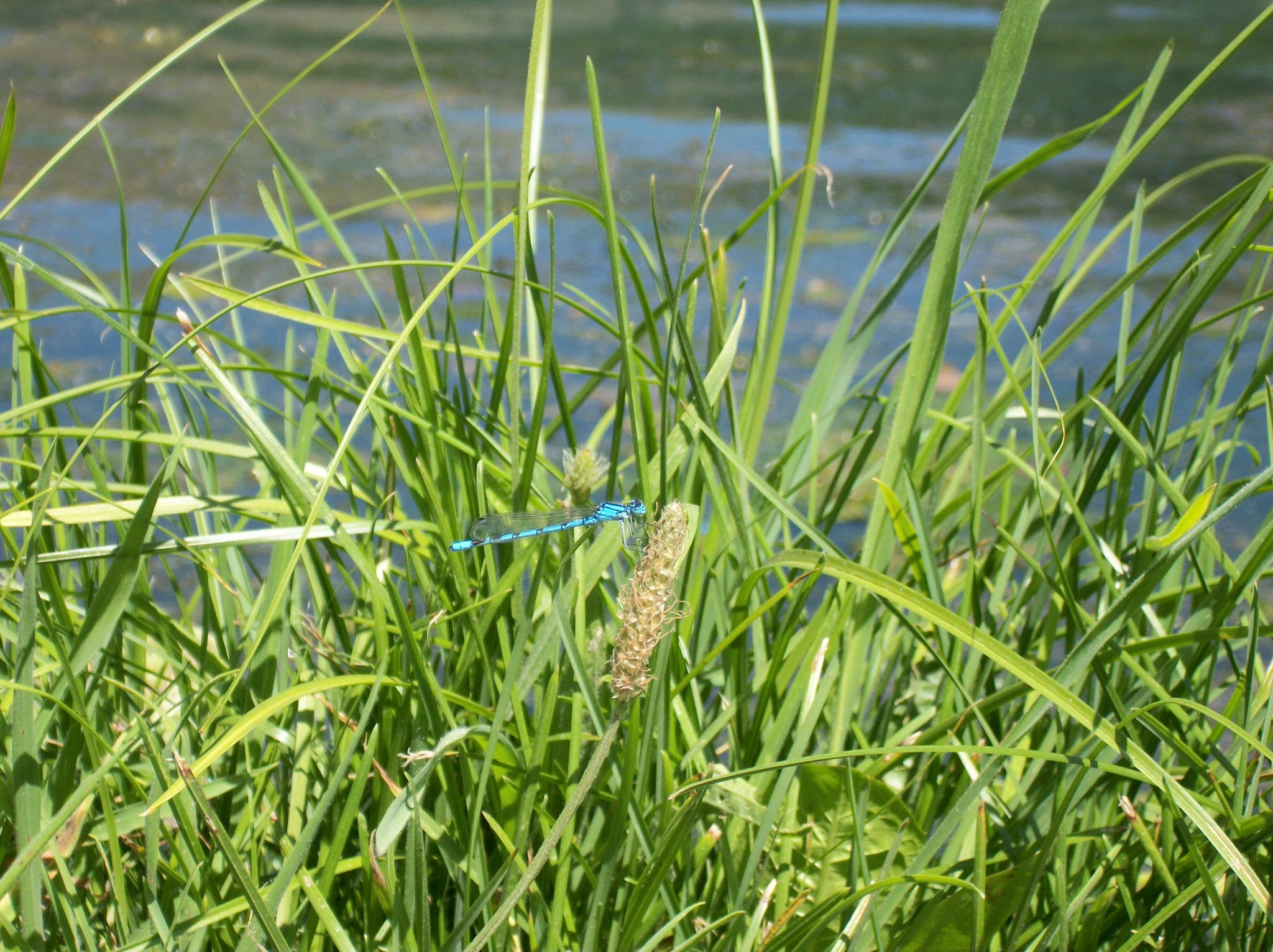
Petite libellule bleue au bord du lac de Génos-Loudenvielle
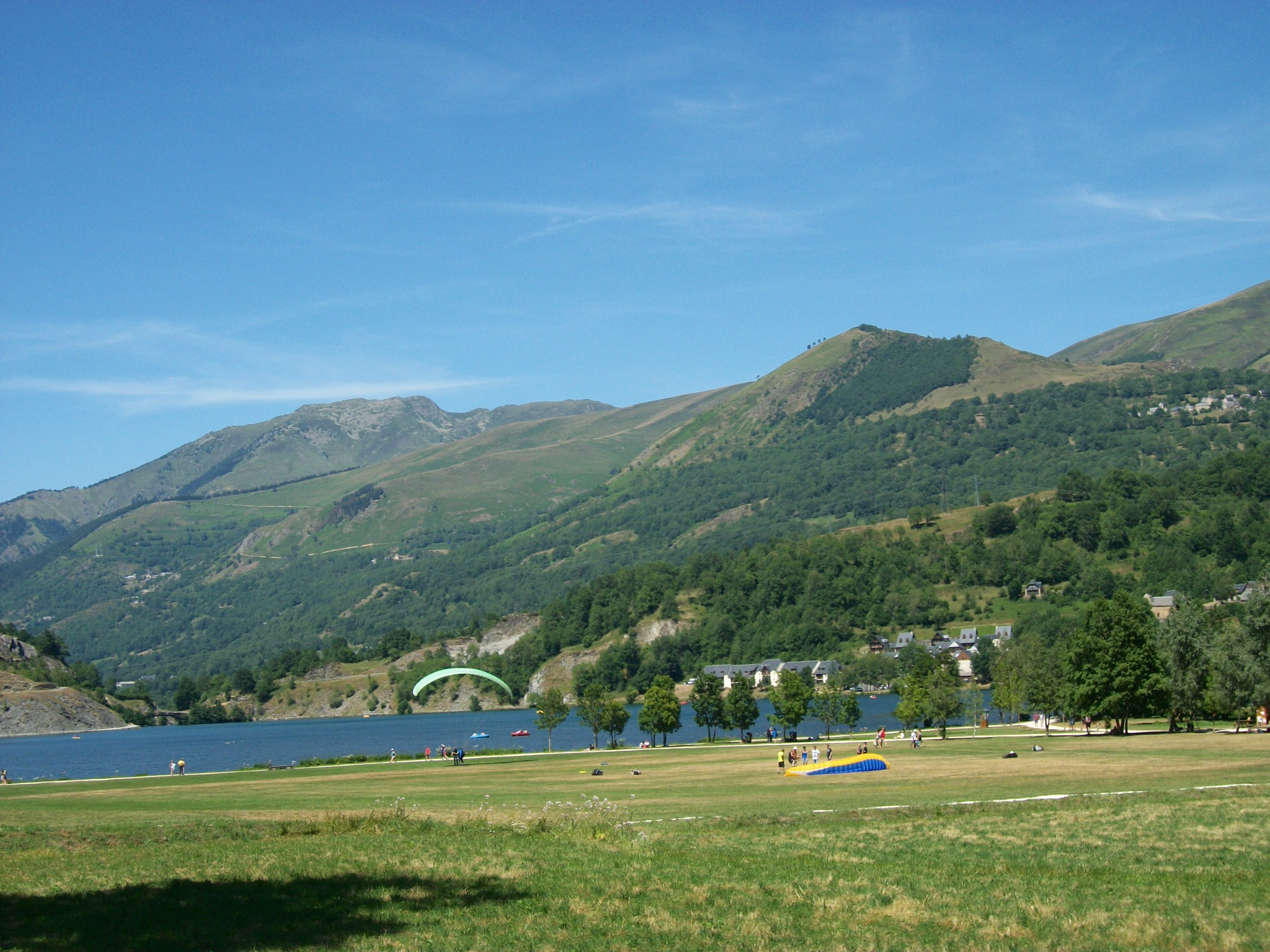
Activités de loisirs au Sud du lac de Génos-Loudenvielle
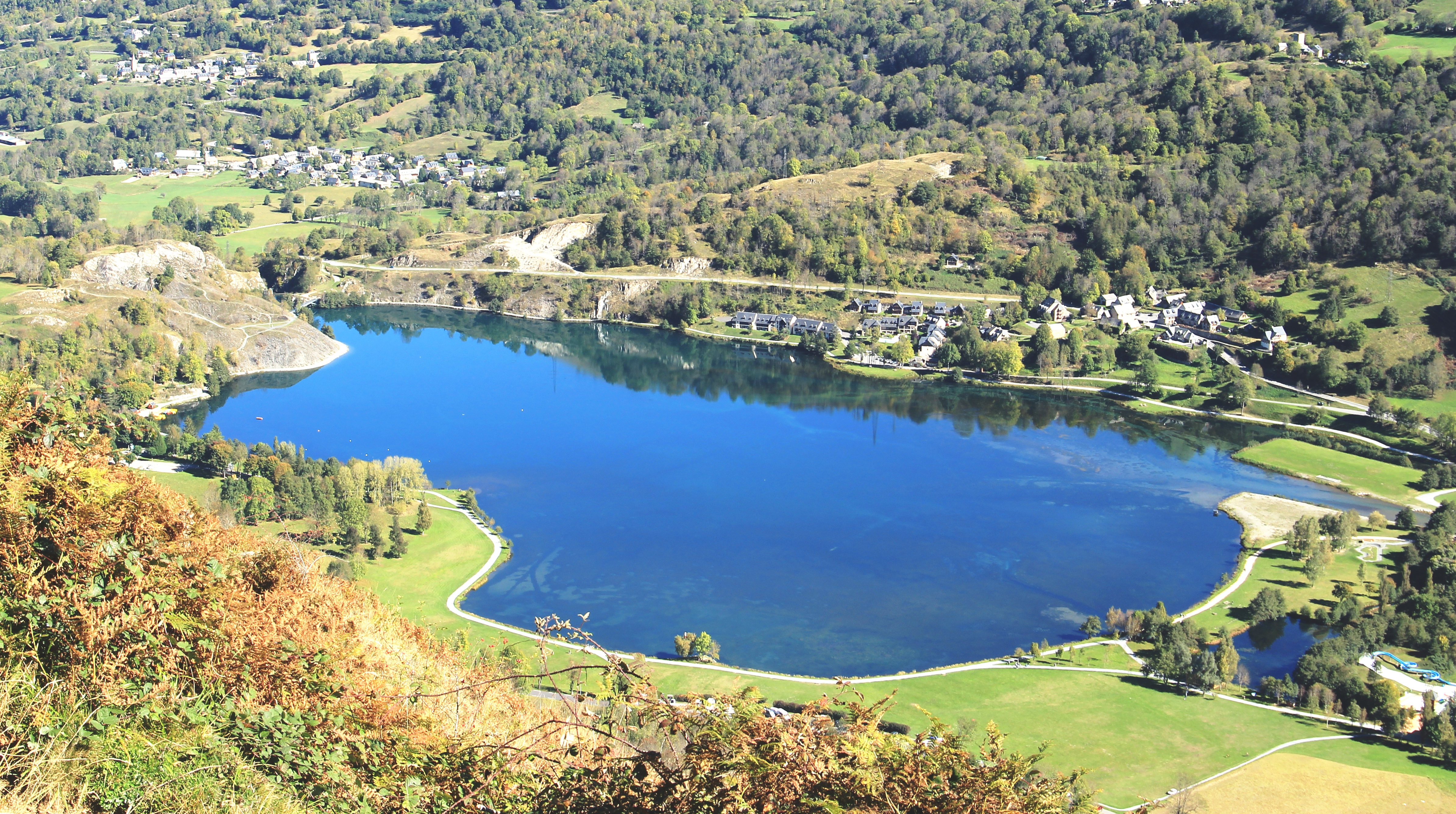
Vue depuis le col d'Azet.
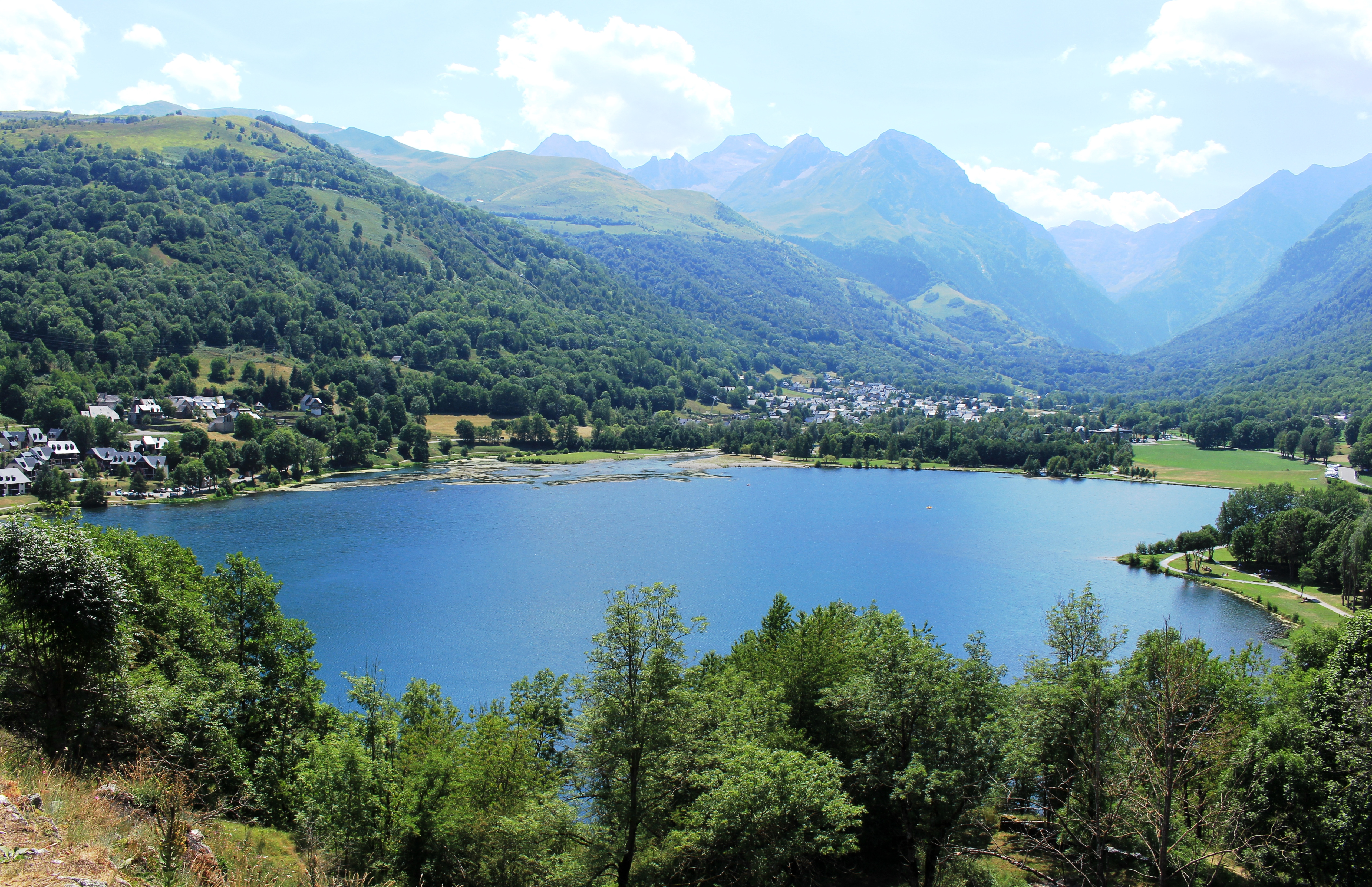
Vue depuis le château de Génos.

## Protection environnementale
Le lac fait partie d'une zone naturelle protégée, classée ZNIEFF de type 1 : La Neste du Louron et ses affluents